# Prepseudatrichia stuckenbergi
Prepseudatrichia stuckenbergi är en tvåvingeart som först beskrevs av Kelsey 1969.  Prepseudatrichia stuckenbergi ingår i släktet Prepseudatrichia och familjen fönsterflugor. Inga underarter finns listade i Catalogue of Life.